# Жуковка (місто)
Жу́ковка (рос. Жуковка) — місто в Російській Федерації, адміністративний центр Жуковського району Брянської області.
Населення міста становить 18 495 осіб (2008; 19 731 в 2002, 19,7 тис. 1989, 16,2 тис. в 1970, 11,0 тис. в 1959, 4 010 в 1930).

## Географія
Жуковка розташована середі лісу, на річці Десна, у місці, де до неї впадає її притока Ветьма.

## Історія
Місто засноване в 1867 році як селище при полустанку, у зв'язку з будівництвом залізниці Орел-Вітебськ, поруч села Красна Слободка (також Жуковка; через те сучасна назва). З 1871 року — станція. 1880 року збудовано вокзал. Перші підприємства міста були чавунний та лісопильний заводи до потреб залізниці. В 1881 році збудовано залізничну гілку на сучасну Клєтню. В 1896 році збудовано храм Александра Невського (нині на його місці Комсомольський сквер). На початку XX століття відкривається залізнична школа, в 1910 році — училище, в 1914 році — протитуберкульозний санаторій. 1928 року в місті нараховувалось більш як 100 підприємств. 1 жовтня 1929 року місто стає районним центром, будуються нові підприємства — цегельня, металообробні, ковальні, машинобудівні, харчові. 31 жовтня 1931 року Жуковці надано статус селища міського типу. З вересня 1941 по вересень 1943 років місто було окуповане німцями. Тут діяв партизанський загін «За родину». В 1953 році збудовано Будинок культури, ПТУ. 30 серпня 1962 року селище Жуковка стає містом.

## Економіка
В місті працюють заводи велосипедний, дослідний, молочний та комбікормовий, меблева фабрика, ТОВ «Інтертехбуд» та «Базис», зернопереробний комбінат та лісгосп.

## Освіта та культура
Жуковка має 3 школи, ПТУ № 33, дитяча школа мистецтв, спортивна школа та центр дитячої творчості.

## Релігія
- Православна церква св. Александра Невського (1991–1995)
- Каплиця на цвинтарі

## Відомі люди
Уродженцем Жуковки є Головачов Василь Васильович — український та російський письменник-фантаст.